# Michele (chanteur)
Pour les articles homonymes, voir Michele.
Gianfranco Michele Maisano, connu sous le nom de scène de Michele (né à Vigevano le 22 juin 1944) est un chanteur et acteur italien.

## Biographie
Né à Vigevano, Michele MaIsano a déménagé à Gênes, où il a fréquenté l'Institut nautique. Il enregistre son premier single à 14 ans. Adoptant le nom de scène de Michele, il obtient son premier succès en 1963 avec la chanson Se mi vuoi lasciare, qui remporte le concours musical Cantagiro et se classe premier du hit-parade italien,.
Dans les années 1960, Michele obtient d'autres succès, notamment des reprises de chansons d'Elvis Presley  et en 1971 avec la chanson Susan dei Marinai, avec une contribution non créditée aux paroles de Fabrizio De André ,. En 1970, Michele  participe au  Festival de Sanremo avec la chanson L'addio, suivie deux ans plus tard d'une autre participation avec la chanson Forestiero. Au cours de sa carrière, Michele a également été producteur de musique et acteur occasionnel dans des musicarelli.

## Discographie

### Singles
| Année | Titre                      | Classement |
| ----- | -------------------------- | ---------- |
| 1958  | Sono dannato               | -          |
| 1963  | Se mi vuoi lasciare        | 1          |
| 1963  | Ridi                       | 3          |
| 1964  | Ti ringrazio perché        | 3          |
| 1965  | Dopo i giorni dell'amore   | 8          |
| 1965  | Ti senti sola stasera      | 15         |
| 1966  | Quando sei con moi         | 14         |
| 1966  | E' stato facile sale addio | 9          |
| 1967  | Dite a Laura che l'amo     | 17         |
| 1968  | Che male c'è               | 20         |
| 1970  | Ho camminato               | 17         |
| 1971  | Susan dei marinai          | dix        |
| 1972  | Un uomo senza una stella   | -          |
| 1977  | Amico Elvis                | -          |

### Albums studios
- 1963 : Michèle
- 1966 : Sei sola
- 1970 : Ritratto di un cantante
- 1971 : Vivendo cantando
- 1973 : Cantautori

## Filmographie
- 1967 : Addio mamma (it) de Mario Amendola : Sandro Valli